# Calamity Jane (banda)
Calamity Jane fue una banda femenina oriunda de Portland, Oregon, Estados Unidos, formada en 1989.
Gilly Ann Hanner (voz/guitarra) y Lisa Koenig (batería) comenzaron a tocar juntas como banda el 14 de mayo de 1988 junto con Ronna Era (bajo). Después de varias apariciones en vivo, Megan comenzó a utilizar el bajo y la banda fue renombrada como Calamity Jane a finales de ese año.
Entre 1989 y 1992, Calamity Jane se convirtió en la principal formación femenina de la escena punk en Portland. Durante 1990 acompañaron al grupo Fugazi durante la gira Repeater encabezada por estos últimos.  La banda lanzó tres singles y un álbum, "Martha Jane Cannary" con el lineamento original, y un sencillo final con Marcéo Martinez (más tarde parte de Team Dresch) en la batería y Joanna Bolme (más tarde parte de Quasi y The Jicks) al bajo.
Calamity Jane tocó en dos ocasiones como telonera de Nirvana. La primera vez fue en un festival anti-homofóbico en Portland el 10 de septiembre de 1992, junto a Helmet y Poison Idea. El concierto estaba previsto inicialmente para el 22 de agosto, pero fue pospuesto a causa del nacimiento de Frances Bean Cobain, hija de Kurt Cobain, lo que hizo que se cayeran del cartel Mudhoney. El evento ha sido calificado como el concierto más importante celebrado nunca en el Portland Meadows.
En el segundo de dichos espectáculos, el 30 de octubre de ese año en Buenos Aires, Argentina, la banda fue abucheada por el público, el cual también arrojó al escenario piedras, monedas e incluso pilas de sus cámaras fotográficas. Se dice que también parte del público mostraba sus genitales para ahuyentar a la banda. Esto motivó a Nirvana, sobre todo a Kurt Cobain, a sabotear de manera intencionada su propio show. Fue su último concierto ya que, tras esta mala experiencia, sus integrantes terminarían abandonando el proyecto. Calamity Jane volverían a reunirse para tocar en vivo en 2010.
En el booklet del álbum Incesticide, Kurt hace mención a la banda "or paying Calamity Jane five-thousand dollars to be heckled by twenty thousand macho boys in Argentina" (O pagarle a Calamity Jane 5000 dólares para ser abucheados por 20 000 “macho boys” en Argentina).
Póstumamente, la revista especializada POTQ Magazine ha reconocido a Calamity Jane como una de las más destacadas bandas femeninas de música grunge de la historia, incluyendo a sus componentes dentro de las grandes instrumentistas en su género.

## Alineación
- Gilly Ann Hanner (voces, guitarra)
- Megan Hanner (bajo)
- Lisa Koenig (batería)
- Marcéo Martinez (batería) 1992
- Joanna Bolme (bajo, guitarra) 1992

## Discografía
- "Hang Up"/"You Got It Rough"/"Outta Money", Brimstone Productions, 7, 1990
- "Say It"/"Little Girl", Imp Records, 7, 1991
- "My Spit"/"Miss Hell", SRI, 7 1991
- Martha Jane Cannary, SMR Records, Jealous Butcher, LP/CD, 1991
- "Love Song"/"Believe", Tim/Kerr Records, 7, 1992